# Aún estoy aquí (película de 2024)
Aún estoy aquí (en portugués: Ainda Estou Aqui) es una película brasileña de drama biográfico político de 2024 dirigida por Walter Salles a partir de un guion de Murilo Hauser y Heitor Lorega, basado en el libro Ainda Estou Aqui (2015) de Marcelo Rubens Paiva. Está protagonizada por Fernanda Torres y Fernanda Montenegro, interpretando ambas el personaje de Eunice Paiva en sendas épocas. Con una recaudación de 36,1 millones de dólares y un presupuesto de producción de 1,5 millones de dólares, se convirtió en la película brasileña más taquillera desde la pandemia de COVID-19.
La película tuvo su estreno mundial en el Festival Internacional de Cine de Venecia, donde recibió elogios de la crítica, con críticas positivas unánimes hacia la actuación de Torres, recibiendo el premio al mejor guion. Fue nombrada una de las cinco mejores películas internacionales de 2024 por la National Board of Review y considerada una de las mejores películas del año por las revistas especializadas BBC y Sight & Sound. En la 82.ª edición de los Premios Globo de Oro, Torres ganó la categoría de mejor actriz - Drama, mientras que la película fue nominada a mejor película en lengua no inglesa. En la 97.ª edición de los Premios Óscar, la película recibió un total de tres candidatura: mejor película, mejor actriz para Torres y fue galardonada como la mejor película internacional. Además, es la primera película brasileña nominada como mejor película, y la primera en ser ganadora de un Oscar.
En los cines brasileños su estrenó oficial fue el 7 de noviembre de 2024. Posteriormente, se convirtió en un éxito de taquilla, tomando y manteniéndose a la cabeza de la taquilla nacional, con ingresos de más de 62,9 millones de reales y más de 3 millones de espectadores. En diciembre, un mes después del estreno de la película, el gobierno brasileño permitió a las familias de las víctimas de la era de la dictadura obtener nuevos certificados de defunción que reconocen los asesinatos patrocinados por el estado. La película fue distribuida internacionalmente, incluido Estados Unidos, por Sony Pictures Releasing.

## Sinopsis
En 1970, el exdiputado Rubens Paiva regresa a Río de Janeiro, Brasil, después de seis años de autoexilio tras la revocación de su mandato al inicio del golpe de Estado brasileño de 1964. Viviendo en una casa idílica cerca de la playa de Leblon con su esposa Eunice y sus cinco hijos, Paiva retoma su carrera civil mientras sigue apoyando a los expatriados sin hablar de sus actividades con su familia. 
Tras el secuestro del embajador suizo por movimientos revolucionarios de extrema izquierda, el país se enfrenta a una inminente inestabilidad política. Se produce una redada militar en la casa de Paiva, que provoca su detención y desaparición en enero de 1971. También Eunice es encarcelada durante 12 días y Eliana, su hija adolescente, también encarcelada, es liberada a las 24 horas. Tras una moderada indignación mediática provocada por familiares y amigos, Eunice es informada extraoficialmente del destino de Rubens. La familia Paiva se traslada a São Paulo tras vender su casa, anticipando un nuevo comienzo cerca de la familia materna de Eunice.
25 años más tarde, en 1996, Eunice recibe del Estado brasileño, de nuevo en democracia, el certificado oficial de defunción de Rubens Paiva. En 2014, durante una reunión familiar rodeada de sus hijos y nietos, Eunice, que ahora tiene 85 años, vive con la enfermedad de Alzheimer avanzada. Cuando un reportaje sobre la Comisión Nacional de la Verdad aborda el caso de Rubens, una angustiada Eunice parece recordar su pasado.
Los créditos finales revelan que Paiva fue asesinado en la sede del DOI-CODI entre el 21 y el 22 de enero de 1971. Cinco personas fueron identificadas como responsables, pero nunca fueron procesadas. Eunice se licenció en Derecho a los 48 años. Se convirtió en una de las pocas expertas en derechos indígenas de Brasil y trabajó como asesora para el Gobierno Federal, el Banco Mundial y las Naciones Unidas. Murió en 2018 a los 89 años.

## Reparto
- Fernanda Torres como Eunice Facciolla Paiva[5]
  - Fernanda Montenegro como Eunice Facciolla Paiva (anciana)
- Selton Mello como Rubens Paiva
- Guilherme Silveira como Marcelo Rubens Paiva
  - Antonio Saboia como Marcelo Rubens Paiva (adulto)
- Valentina Herszage como Vera Paiva
  - Maria Manoella como Vera Paiva (adult)
- Luiza Kosovski como Eliana Paiva
  - Marjorie Estiano como Eliana Paiva (adulta)
- Barbara Luz como Nalu Paiva
  - Gabriela Carneiro da Cunha como Nalu Paiva (adulta)
- Cora Mora como Maria Beatriz Facciolla Paiva
  - Olívia Torres como Maria Beatriz Facciolla Paiva (adulta)
- Humberto Carrão como Félix
- Maeve Jinkings como Dalva Gasparian
- Caio Horowicz como Ricardo Gomes Pimpão
- Camila Márdila como Dalal Achcar
- Charles Fricks como Fernando Gasparian
- Luana Nastas como Helena Gasparian
- Isadora Ruppert como Laura Gasparian
- Daniel Dantas como Raul Ryff
- Maitê Padilha como Cristina
- Carla Ribas como Marta

## Contexto histórico

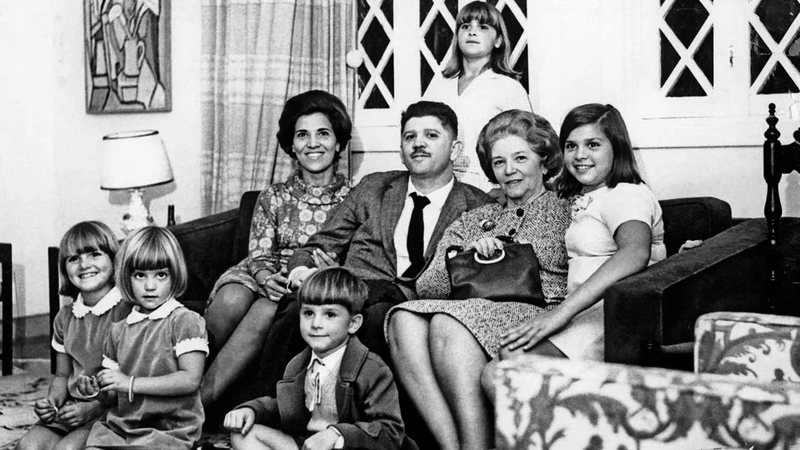
Rubens Paiva junto a Eunice Paiva y sus hijos, finales de los sesenta.

La Dictadura militar fue un periodo marcado por la represión, la censura y la persecución de opositores políticos. En 1964, un golpe de Estado derrocó al presidente João Goulart, instaurando un régimen autoritario que endureció su control con el Acto Institucional Número Cinco, en 1968. Para la década de los setenta, la represión se intensificó con detenciones arbitrarias, torturas y desapariciones forzadas. En este contexto, la familia de Rubens Paiva vivió una de las historias más impactantes de la dictadura brasileña.
El 20 de enero de 1971, la casa de la familia Paiva fue invadida por seis militares y él fue detenido. Ese mismo día, su esposa, Eunice Paiva, y su hija mayor, Eliana, de 15 años, fueron detenidas e interrogadas. Eliana fue liberada un día después, pero Eunice permaneció incomunicada durante doce días. Al ser liberada, Eunice inició una incansable búsqueda de la verdad. Documentó cada paso, escribió cartas, habló con autoridades y desafió al régimen con la esperanza de encontrar a Rubens. Sin embargo, la dictadura nunca reconoció oficialmente su muerte y ocultó cualquier información sobre su paradero.
Rubens Paiva fue trasladado al DOI-Codi, donde supuestamente fue torturado hasta la muerte. Las agencias de seguridad indicaron que Paiva fue abordado y secuestrado por individuos desconocidos dos días después de su arresto. En marzo de 2014, el coronel retirado Paulo Malhães, en testimonio ante la Comisión Nacional de la Verdad, confirmó que Paiva fue torturado hasta la muerte y luego su cuerpo arrojado a un río en la región montañosa de Río de Janeiro.
El coronel Reynaldo Campos explicó al Ministerio Público Federal (MPF) en un comunicado cómo el Ejército realizó el simulacro de fuga de Paiva. En mayo de 2014, el MPF de Río presentó una demanda contra cinco militares involucrados en el caso. Malhães fue encontrado muerto en su casa en abril, un mes después de su testimonio ante la Comisión de la Verdad.

## Producción
El guion fue escrito por Murilo Hauser y Heitor Lorega, y adaptado de las memorias Ainda Estou Aqui de Marcelo Rubens Paiva, hijo de Eunice. Hauser también coescribió el guion de La vida invisible de Eurídice Gusmão (2019) de Karim Aïnouz, basada en la novela homónima de Martha Batalha.
La fotografía principal comenzó en junio de 2023 en Río de Janeiro, Brasil. La película fue producida por RT Features y VideoFilmes en coproducción con Globoplay, Mact Productions, Conspiração Filmes y Arte France Cinéma.

## Banda sonora
La película destaca no solo por su guion y sus interpretaciones, sino también por su elección musical, que, en varias escenas, dialoga directamente con los discursos de los personajes. Como gran parte de la trama se sitúa en los años 1970, las canciones de MPB y del movimiento Tropicália fueron seleccionadas con sumo cuidado para componer el tono de las escenas y transportar al espectador al contexto histórico de la época, marcado por la censura, la violencia y la lucha por la libertad. 
Ambientada en los años más intensos de la dictadura militar, la película cuenta con canciones con doble sentido, muchas de ellas censuradas en aquella época. Nombres icónicos como Erasmo Carlos, Os Mutantes, Tim Maia y Tom Zé ayudan a reforzar la atmósfera de resistencia y creatividad que impregnaba la cultura brasileña.
Lista de canciones
- “A Festa Do Santo Reis” – Tim Maia;
- “Jimmy, Renda-Se” – Tom Zé;
- “É Preciso Dar Um Jeito, Meu Amigo” – Erasmo Carlos;
- “Acaua” – Gal Costa;
- “Je T’aime Moi Non Plus” – Serge Gainsbourg y Jane Birkin;
- “Alexander” – Philip May, Alan Walker, Richard Taylor Clifford, John Povey;
- “Take Me Back To Piaui” – Juca Chaves;
- “Baby” – Os Mutantes;
- “Agoniza Mas Não Morre” – Nelson Sargento;
- “As Curvas Da Estrada De Santos” – Roberto Carlos;
- “Como Dois E Dois” – Roberto Carlos;
- ‘The Ghetto” – Donny Hathaway;
- “The Fight” – Johann Johannsson;
- “Fora Da Ordem” – Caetano Veloso;
- “Petit Pays”- Cesaria Evora;
- “Um Indio Live In Brazil” – Caetano Veloso;
- “Falsa Baiana” – Gal Costa.

## Lanzamiento

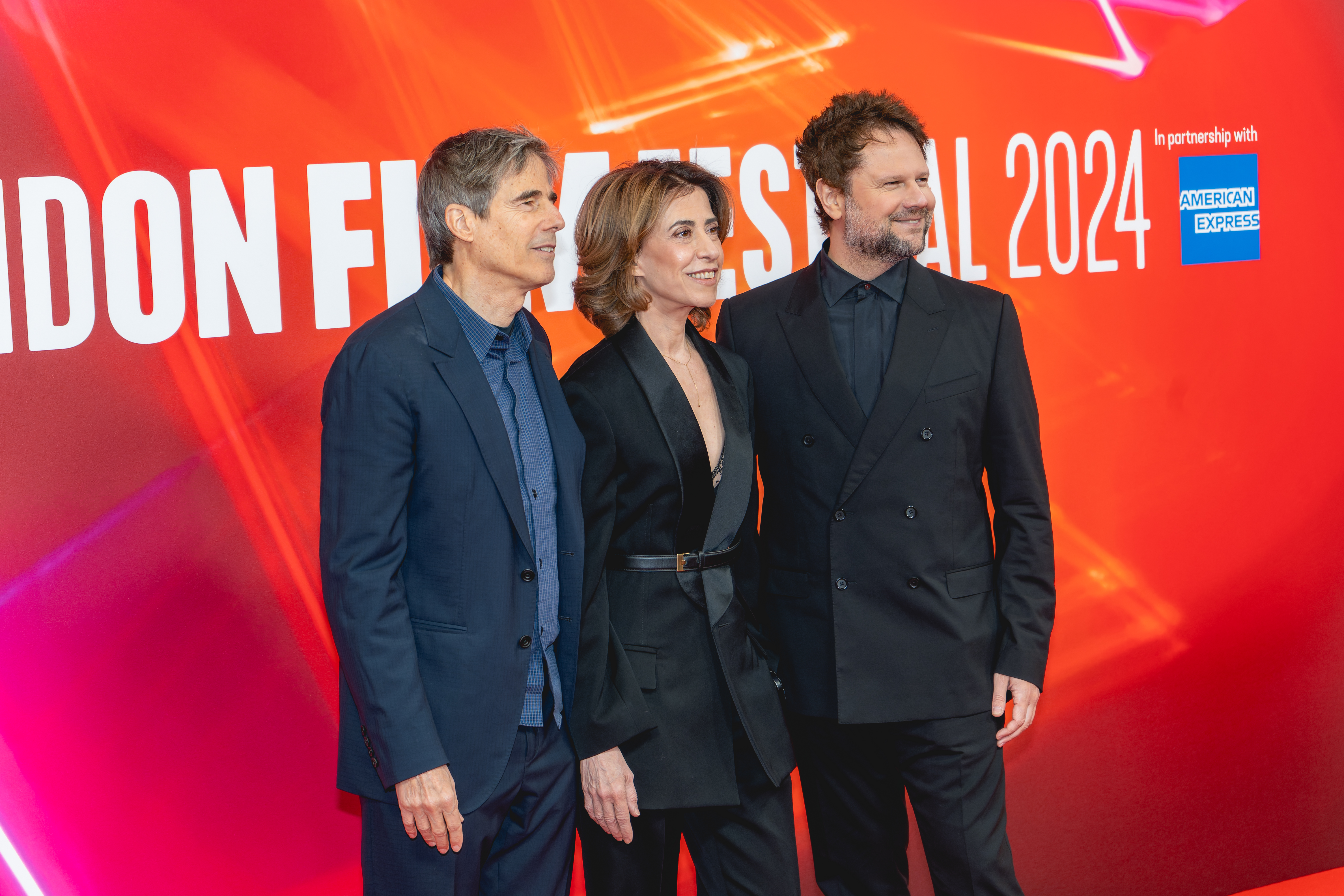
El director Walter Salles junto a la actriz Fernanda Torres y el actor Selton Mello promocionando la película en el BFI London Film Festival.

En mayo de 2024, Sony Pictures Classics adquirió los derechos de distribución de la película en América del Norte, Oriente Medio, Europa del Este, Turquía, Portugal, Australia y Nueva Zelanda.
La película tuvo su estreno mundial en el Festival Internacional de Cine de Venecia el 1 de septiembre de 2024, recibiendo una ovación de pie de más de 10 minutos; fue nominada al León de Oro y ganó el premio al Mejor Guion. También se proyectó en los festivales de cine de Toronto, Nueva York y Londres en septiembre y octubre. 
Para calificar para la categoría de Mejor Película Internacional en los Premios Oscar, la película tuvo una presentación limitada en cines en la ciudad brasileña de Salvador del 19 al 25 de septiembre de 2024, seguida de un estreno a nivel nacional el 7 de noviembre por Sony Pictures Releasing.
La película se estrenó en Francia el 15 de enero de 2025 por StudioCanal. En los Estados Unidos, la película recibió una carrera de clasificación de premios de una semana en noviembre de 2024 y fue programada para estrenarse en la ciudad de Nueva York y Los Ángeles el 17 de enero de 2025, antes de expandirse a un lanzamiento amplio el 14 de febrero.

## Recepción

### Crítica

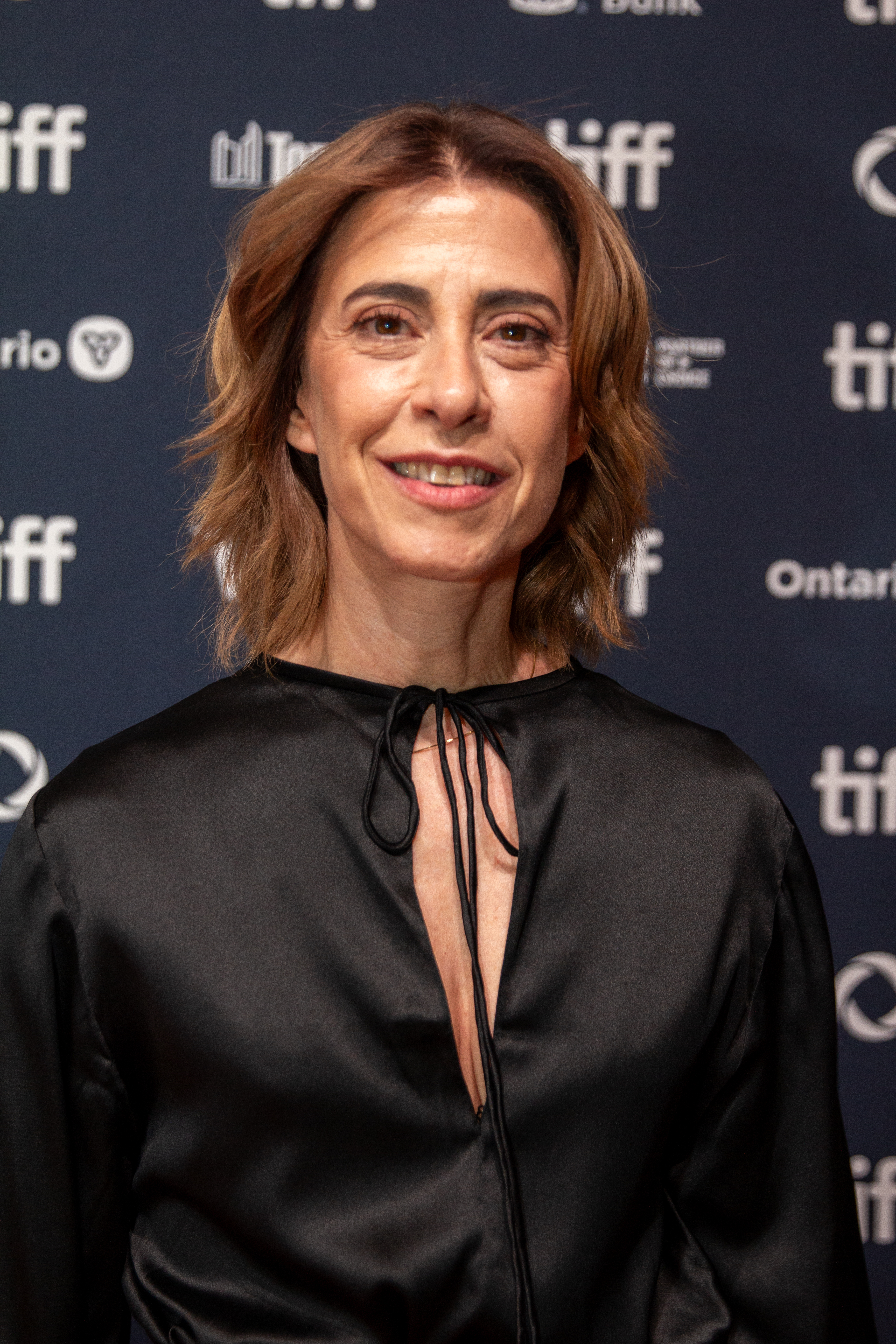
Fernanda Torres en el Festival de Cine de Toronto (2024). Su interpretación fue aclamada por la crítica internacional y le valió el Globo de Oro a la mejor actriz - drama.

Aún estoy aquí recibió elogios abrumadores tras su estreno por parte del público, los críticos de cine y la prensa brasileña e internacional; los elogios se dirigieron principalmente a la actuación de Fernanda Torres.
En el sitio web de agregadores de reseñas Rotten Tomatoes, el 96% de las 119 reseñas de los críticos son positivas, con una calificación promedio de 8.2/10. El consenso crítico dice: «Impulsada por la soberbia interpretación de Fernanda Torres, I'm Still Here explora conmovedoramente la convulsión de una nación a través de la búsqueda de respuestas por parte de una familia». En Metacritic, tiene una puntuación media ponderada de 86 de 100, basada en 36 reseñas, indicando «aclamación universal».
El crítico Jacques Mandelbaum de Le Monde otorgó a la película una estrella, en una escala que llega a cuatro. Además, Mandelbaum considera la actuación de Fernanda Torres “un tanto monocromática”, algo que se puede catalogar como una interpretación unidimensional, sin variaciones y excesivamente repetitiva. Según la crítica, el personaje de Eunice en la película de Salles presenta una representación del sufrimiento que roza la religiosidad excesiva, algo que recuerda a la actuación de Sônia Braga en “Aquarius” (2016). Las críticas no fueron bien recibidas por el público brasileño. Desde su publicación, muchos usuarios han inundado las publicaciones de Instagram de Le Monde con comentarios poco halagadores.
Varios medios internacionales aplaudieron el trabajo de Fernanda Torres, y Collider la consideró una de las mejores actuaciones del año, siendo más que merecedora de una nominación al Oscar.  En su reseña para Deadline, Stephanie Bunbury describe la película como una "celebración de Brasil", y elogia a Torres, afirmando que la actriz "tiene una delicadeza emocional como Eunice que transmite, a través de las señales más pequeñas y sutiles, lo que le cuesta contener su ansiedad y su ira por el bien de su familia. Es una actuación que debería catapultarla a la carrera por los premios, 25 años después de que su madre Fernanda Montenegro fuera nominada al Oscar por el largometraje revelación de Salles, Estación Central de Brasil. David Rooney en The Hollywood Reporter destacó la relación entre Montenegro y Torres, diciendo que lo que hace que la conexión sea aún más conmovedora es que ella aparece como la versión anciana y enferma de la protagonista, y reconoció a la película como una película apasionante, profundamente conmovedora con un profundo pozo de patetismo. Es una de las mejores de Salles.
El cineasta Alfonso Cuarón la consideró su película favorita de 2024 y dijo: ver una película de Walter Salles es como ser abrazado por la generosidad, es como experimentar una atracción gravitacional, que nos eleva y nos ancla como una fuerza invisible pero innegable. Aún aquí, este efecto es aún más poderoso. Robert Daniels de RogerEbert.com dice: a través de la formidable presencia de Fernanda Torres, la deliberada Todavía estoy aquí, una película que encuentra más significado frente a la actual ola de extrema derecha de Brasil, permanece cerca de el corazón mucho después que la imagen desaparezca.

### Premios y nominaciones
| Premio                                    | Fecha                   | Categoría                                        | Nominado/a                             | Resultado   | Ref.   |
| ----------------------------------------- | ----------------------- | ------------------------------------------------ | -------------------------------------- | ----------- | ------ |
| Premios Oscar                             | 2 de marzo de 2025      | Mejor Película                                   | Maria Carlota Bruno y Rodrigo Teixeira | Nominada    | ref.   |
| Premios Oscar                             | 2 de marzo de 2025      | Mejor Película Internacional                     | Brasil                                 | Ganadora    | ref.   |
| Premios Oscar                             | 2 de marzo de 2025      | Mejor Actriz                                     | Fernanda Torres                        | Nominada    | ref.   |
| Festival de Cine de Venecia               | 7 de septiembre de 2024 | León de oro                                      | Walter Salles                          | Nominado    | [ 20 ] |
| Festival de Cine de Venecia               | 7 de septiembre de 2024 | Mejor guion                                      | Murilo Hauser y Heitor Lorega          | Ganadores   | [ 20 ] |
| Festival de Cine de Venecia               | 7 de septiembre de 2024 | Green Drop Award                                 | Walter Salles                          | Ganador     | [ 21 ] |
| Festival de Cine de Venecia               | 7 de septiembre de 2024 | SIGNIS Award                                     | Walter Salles                          | Ganador     | [ 22 ] |
| Celebration of Latino Cinema & Television | 22 de octubre de 2024   | Mejor actriz - Película internacional            | Fernanda Torres                        | Honrada     | [ 23 ] |
| Vancouver International Film Festival     | 11 de octubre de 2024   | Gala & Special Presentations Audience Award      | Aún estoy aquí                         | Ganadora    | [ 24 ] |
| Mill Valley Film Festival                 | 16 de octubre de 2024   | Película favorita de la audiencia                | Aún estoy aquí                         | Ganadora    | [ 25 ] |
| Pingyao International Film Festival       | 18 de octubre de 2024   | Crouching Tiger Hidden Dragon East-West Award    | Walter Salles                          | Ganador     | [ 26 ] |
| São Paulo International Film Festival     | 30 de octubre de 2024   | Premio de la audiencia – Mejor ficción brasileña | Aún estoy aquí                         | Ganadora    | [ 27 ] |
| Miami Film Festival                       | 7 de noviembre de 024   | Premio de la Audiencia                           | Aún estoy aquí                         | Ganador     | [ 28 ] |
| Astra Film Awards                         | 8 de diciembre de 2024  | Mejor película internacional                     | Aún estoy aquí                         | Nominada    | [ 29 ] |
| Festival du film d’histoire de Pessac     | 25 de noviembre de 2024 | Prix Danielle Le Roy du Jury Étudiant            | Aún estoy aquí                         | Ganador     | [ 30 ] |
| Festival du film d’histoire de Pessac     | 25 de noviembre de 2024 | Prix du Public                                   | Aún estoy aquí                         | Ganador     | [ 30 ] |
| Austin Film Critics Association           | 6 de enero de 2025      | Mejor Película Internacional                     | Aún estoy aquí                         | Nominada    | [ 31 ] |
| National Board of Review                  | 7 de enero de 2025      | Top 5 Películas Internacionales                  | Aún estoy aquí                         | Ganadora    | [ 32 ] |
| Puerto Rico Critics Association           | 12 de enero de 2025     | Mejor Actriz                                     | Fernanda Torres                        | Subcampeona | [ 33 ] |
| Puerto Rico Critics Association           | 12 de enero de 2025     | Mejor Película Internacional                     | Aún estoy aquí                         | Ganadora    | [ 33 ] |
| Premios Globos de Oro                     | 5 de enero de 2025      | Mejor película en lengua no inglesa              | Aún estoy aquí                         | Nominada    | [ 34 ] |
| Premios Globos de Oro                     | 5 de enero de 2025      | Mejor actriz – Drama                             | Fernanda Torres                        | Ganadora    | [ 34 ] |
| Premio F5                                 | 19 de diciembre de 2024 | Mejor Película                                   | Aún estoy aquí                         | Ganadora    | [ 35 ] |
| Premio F5                                 | 19 de diciembre de 2024 | Mejor Interpretación del año - Película          | Fernanda Torres                        | Ganadora    | [ 35 ] |
| Premio F5                                 | 19 de diciembre de 2024 | Interpretación del año - Papel infantil          | Cora Mora                              | Ganadora    | [ 35 ] |
| Premios BAFTA                             | 16 de febrero de 2025   | Mejor película de habla no inglesa               | Aún estoy aquí                         | Nominada    | [ 36 ] |
| North Dakota Film Society                 | 13 de enero de 2025     | Mejor Película Internacional                     | Aún estoy aquí                         | Nominada    | [ 37 ] |
| North Dakota Film Society                 | 13 de enero de 2025     | Mejor Actriz                                     | Fernanda Torres                        | Nominada    | [ 37 ] |
| Premios Satellite                         | 26 de enero de 2025     | Mejor Actriz - Drama                             | Fernanda Torres                        | Nominada    | [ 38 ] |
| Premios Satellite                         | 26 de enero de 2025     | Mejor Película Internacional                     | Aún estoy aquí                         | Nominada    | [ 38 ] |
| Critics' Choice Awards                    | Febrero de 2025         | Mejor Película extranjera                        | Aún estoy aquí                         | Nominada    | [ 39 ] |
| Premios Goya                              | 8 de febrero de 2025    | Mejor Película Iberoamericana                    | Aún estoy aquí                         | Ganadora    | [ 40 ] |